# 萨尔诺 (梅克伦堡-前波美拉尼亚州)
萨尔诺（德語：Sarnow）是德国梅克伦堡-前波美拉尼亚州的市镇，隶属于前波美拉尼亚-格赖夫斯瓦尔德县。总面积为23.32平方千米，截至2023年12月31日总人口为360人。